# Kangaslampi

Wappen der ehemaligen Gemeinde Kangaslampi

Kangaslampi [ˈkɑŋːɑslɑmpi] ist ein Ort und eine ehemals selbständige Gemeinde in Ostfinnland. Anfang 2005 wurde Kangaslampi in die Stadt Varkaus eingemeindet.
Das Kirchdorf Kangaslampi befindet sich am Ufer des Haukivesi-Sees 16 km östlich des Stadtzentrums von Varkaus. Dank einiger historischer Gebäude aus dem 19. Jahrhundert ist es denkmalgeschützt. Die alte Holzkirche von Kangaslampi brannte indes 1972 ab und wurde im Jahr darauf durch einen modernen, ebenfalls in Holz gefertigten Bau ersetzt.
Die Gemeinde Kangaslampi hatte eine Fläche von 412,96 km² (davon 114,12 km² Binnengewässer), die Einwohnerzahl betrug zuletzt rund 1.596 Einwohner. Außer dem namensgebenden Kirchdorf gehörten zu der Gemeinde die Dörfer Harjuranta, Hevonlahti, Palvalahti, Rauhamäki und Viljolahti.
Das Gebiet von Kangaslampi gehörte ursprünglich zum Kirchspiel Rantasalmi. 1862 erhielt der Ort ein eigenes Bethaus, 1869 wurde er zur Kapellengemeinde erhoben. Als eigenständiges Kirchspiel löste sich Kangaslampi schließlich 1894 aus Rantasalmi. Anfang 2005 wurde Kangaslampi in die Stadt Varkaus eingemeindet. Die Gemeinde Kangaslampi gehörte der Landschaft Südsavo an, durch die Eingemeindung in Varkaus wechselte Kangaslampi aber in die Landschaft Nordsavo.

## Söhne und Töchter
- Veikko Heiskanen (1895–1971), Geodät
- Anssi Juutilainen (* 1956), Ski-Orientierungsläufer